# مسجد عيد غا (كابول)
مسجد عيد غا هي ثاني أكبر مسجد في كابول عاصمة أفغانستان، وهو يعتبر المسجد الديني الجامع في البلاد، حيث يفد حوال مليون شخص لأداء صلاة العيد مرتين في السنة في هذا المسجد.

## نظرة عامة
يقع المسجد بالقرب من جسر محمود خان والاستاد الوطني في الجزء الشرقي من المدينة، في شار برق كابول والتي تعد واحدة من المناطق الأكثر ثراء من المدينة، اسم غا تعني" أرض الصلاة حيث يتجمع الناس خلال الاحتفالات الوطنية والدينية، وتستخدم منطقة المسجد ممواقف للسيارات والشاحنات التي تنقل البضائع من وإلى بيشاور، في معظم مراجع بابور ذكرت أن محاربي المسلمين في ذلك الوقت قد غزت ودمرت الهند، وأمر أن يبنى المسجد لتمجيد الإسلام هناك، وكان المحاربين قد قاموا بجلب الأحجار الكريمة من البنجاب والسند والمناطق المحيطة بها، وكان المعماريين الفارسين قد قاموا ببناء الهيكل، وكان هدف البناء ايجاد مكان للاحتفالات الدينية ووكان لظائف الدولة مثل التتويج والاحتفالات الدينية التي يحضرها الملوك والأمراء، ومن هذا المسجد أعلن أمير حبيب الله الإعلان التاريخي باستقلال بلاده في عام 1919.

## التاريخ
كانت لجنة مسجد عيد غا قد عيتت بواسطة بابور حاكم الإمبراطورية المغولية، وذلك قبل أن يتم تجديد المسجد على نطاق واسع من قبل الملك عبد الرحمن خان في عام 1893 أو قبل ذلك، وتتعلق قصة أخرى بجهانجير كونه الباني الأصلي للمسجد، وكان بناؤه باستخدام المحاجر والمواد المحلية في كابول وغالبا ما كانت بتكليف من أعمال مدينة المغولي الرئيسية للفن، وتشير سجلات التاريخ الأفغانية أنه في عام 1901 وبعد ذلك قام أمير أفغانستان رئيس الدولة باعلان تعيين الوظائف الدينية والحتفالات في مسجد عيد غا، وأعلن الرئيس الديني في كابول على الفور حبيب الله ليكون خلفا لمحمد، وبعد حرب الثالثة الأنجلو أفغانية في يوم التاسع عشر من شهر أغسطس من عام 1919 أعلن الأمير أمان الله استقلال أفغانستان عن هذا المسجد، وفي الحادي والعشرين من شهر سبتمبر من عام 2010 وقعت مظاهرة كبيرة في المسجد.

## العمارة

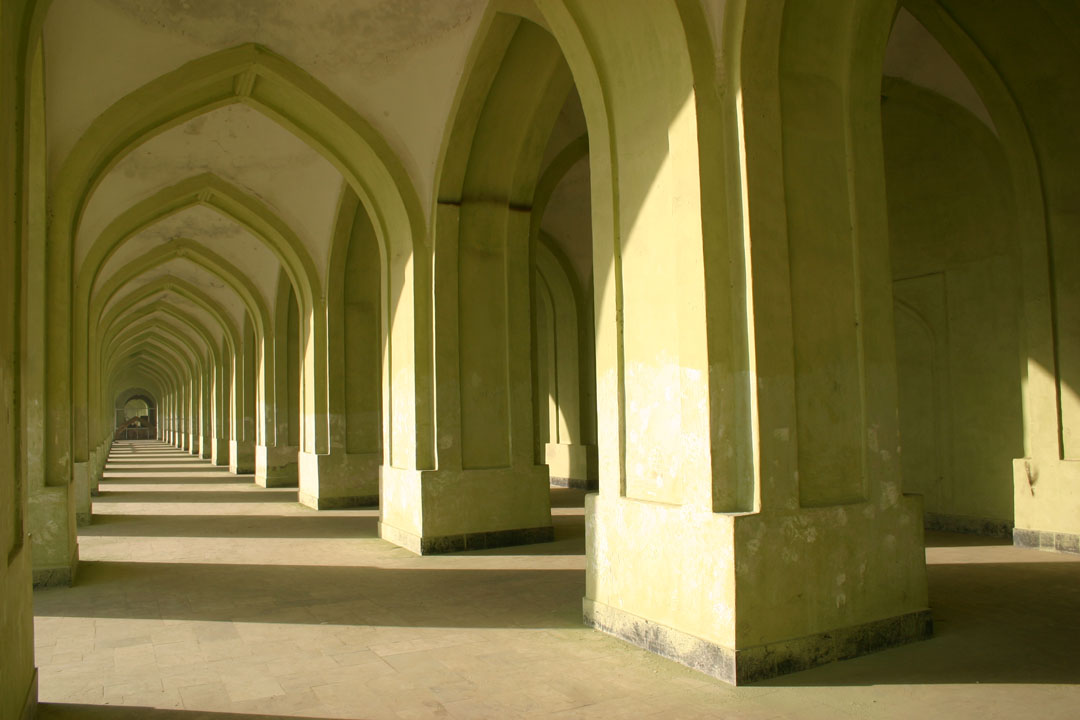

يقع المسجد في ضاحية راقية في كابول ويعكس العمارة الإسلامية الغنية والتراثية، لأنه يجذب المصلين من بعيد خارج الضاخية لزيارة هذا المكان المهم، رسم بناء المسجد من البيج والأبيض، وللمسجد أربع مآذن في مقدمة المسجد، يرافقها قوس مركزي عالي، وهناك في مقابل الأربع مآذن ومئذنة صغيرة واحدة من لون مختلف في وسط سقف المسجد، المسجد عبارة عن مبنى طويل جدا وضيق في العرض، باستثناء منطقة بارزة مركزية منطقة رسمت بلون البيج بنيت من ثلاث قناطر، المسجد لديه 18 قنطار مظلمة على جانبي المسجد بشكل طولي طوله، بالإضافة لوجود منطقة الباحة والمعروفة باسم ساخة عيد غا، وهي واسعة وأصبحت غير قادرة على استيعاب العدد الهائل من المسلمين الذين يحضرون للمسجد خلال موسم صلاة العيد.